# Кризис преемника (мормонизм)
Кризис преемственности в истории движения святых последних дней имел место после убийства основателя движения, Джозефа Смита-младшего, 27 июня 1844. Основными претендентами на звание преемника Джозефа Смита были Бригам Янг, Сидней Ригдон и Джеймс Стрэнг (см. полный список претендентов внизу статьи). Это важное событие в истории движения святых последних дней спровоцировало появление нескольких схизм.

## Истоки проблемы
Джозеф Смит учредил Церковь Христа 6 апреля 1830. К 1844 церковь и его роль в её организации существенно расширились. Ещё до официального учреждения церкви Джозеф Смит был признан «пророком, провидцем и носителем откровений», этот титул единодушно поддерживался другими членами церкви (и использовался последующими президентами церкви). Кроме того, поскольку он являлся переводчиком Книги Мормона, титул расширился и стал звучать следующим образом: «Пророк, Провидец, Носитель откровений и Переводчик».
Поскольку церковь была просто «организована» и не была юридически зарегистрирована, Джозеф Смит стал доверительным собственником всего имущества, принадлежавшего церкви.
Первоначально высшие должностные лица церкви именовались «старейшинами», иногда их называли «апостолами». Первоначальная должность Смита звучала как «Первый старейшина», а его друг и соратник Оливер Каудери носил звание «Второй старейшина». В марте 1832 Смит учредил кворум трёх президентов, ныне известный как Первое президентство. Смит стал президентом в Первом президентстве, и это звание позднее стало ассоциироваться с титулом «Президент Церкви». Сидней Ригдон и Джесси Гоз (в 1833 году последнего сменил Фредерик Дж. Уильямс) стали советниками Смита в Первом президентстве.
18 декабря 1833 Смит учредил должность «патриарха церкви» и назначил на эту роль своего отца, Джозефа Смита-старшего. «Председательствующий патриарх», как эта должность стала называться позднее, часто председательствовал на церковных собраниях и иногда поддерживался на церковных конференциях прежде остальных должностных лиц.
17 февраля 1834 в Киртланде (штат Огайо) Смит создал Высший совет. Этот орган состоял из двенадцати мужчин и Первого президентства во главе. Высший совет взял на себя роль главного законодательного и судебного органа местного отделения церкви и отвечал за решение таких вопросов, как отлучение от церкви и контроль бюджетных расходов. Высший совет был подчинён Высшему совету Сиона, который был организован в Фар-Уэсте, (графство Джексон, штат Миссури). Позже, когда в новых кольях церкви были образованы свои Высшие советы, Высший совет Сиона взял на себя роль «председательствующего» над Высшими советами кольев (см. Учение и заветы 107:37). Решения Высших советов удалённых кольев должны были получить одобрение Высшего совета Сиона и, наконец, Первого президентства.
В 1835 Смит создал дополнительный «Путешествующий Высший Совет», состоявший из двенадцати мужчин, имевших чин апостола, для контроля миссионерской деятельности церкви. Томас Б. Марш стал президентом этого совета, который первоначально был фактически подчинён Председательствующему Высшему Совету Сиона. Например, в 1838, когда возникли вакансии в Путешествующем Высшем Совете, их заполнил Председательствующий Высший Совет Фар-Уэста. Позднее по мере того, как Путешествующий Высший Совет эволюционировал и получил известность как Кворум Двенадцати Апостолов, он приобрёл равный статус с Председательствующим Высшим Советом; оба были подчинены Первому Президентству. Когда Председательствующий Высший Совет Сиона был распущен после того, как церковь была выслана из штата Миссури, центром мормонизма стал Иллинойс. Там Джозеф Смит сформировал новый Председательствующий Высший Совет во главе с Уильямом Марксом, который контролировал Высшие Советы отдалённых кольев под руководством Первого Президентства.
В 1844 Смит создал Совет Пятидесяти, который стал «живой конституцией» «Царства». Он, в свою очередь, поддержал Смита как «Пророка, Священника и Царя». Этот совет состоял главным образом из видных современных святых — партнеров Джозефа Смита, но включал также и нескольких видных немормонов из Наву.
Смит также создал Помазанный Кворум, группу наиболее сильных и заслуживающих доверия святых (и мужчин и женщин), которые получили храмовое облечение, а некоторые — и Второе Помазание (так называемую «полноту священства»). Другими людьми и обществами, которые получили важную духовную власть в церкви, являлись Кворум Трёх Свидетелей, Помощник президента Церкви Хайрум Смит, и ранее — Президентство Церкви в Сионе, в которое входили Дэвид Уитмер и Уильям У. Фелпс.
Таким образом, к моменту убийства Смит обладал следующими титулами: «Пророк, Провидец, Носитель откровений и Переводчик», «президент Церкви», «президент Первого Президентства», «доверительный опекун» собственности Церкви, «Пророк, Священник и Царь» «Царства». Было неясно, все ли эти должности должен занимать один преемник и кто должен стать таким преемником.

## Теоретические преемники
После убийства Смита святые последних дней не знали, кто возглавит церковь. Некоторые, включая губернатора штата Иллинойс Томаса Форда, предсказывали, что движение распадётся.
Современные заявления церковных лидеров указывают на то, что если бы в то время был жив брат Джозефа Смита Хайрум, именно он стал бы преемником. Хайрум занимал должности Помощника президента и Председательствующего Патриарха церкви и был преемником Оливера Каудери, которого отлучили от церкви (См. Учения и заветы 124:94-95). Хайрум, однако, был убит в Картидже, штат Иллинойс, вместе с Джозефом Смитом. По этому поводу Бригам Янг заявил: «Назначил ли Джозеф Смит кого-то на своё место? Да. Кто был этим человеком? Это был Хайрум, но Хайрума постиг мученический конец до того, как это же произошло и с Джозефом. Если бы Хайрум был жив, он заменил бы Джозефа» (Times and Seasons, 5 [15 октября 1844]: 683).
Согласно принципу прямого наследования младший брат Смита Сэмюэл был следующим потенциальным кандидатом. Между 23 и 27 июня 1844 Смит, по сообщениям современников, заявил, что если он и Хайрум будут убиты, Сэмюэл Х. Смит должен стать его преемником (Дневник Уильяма Клейтона от 12 июля 1844, машинописный текст, оригинал хранится в Архивах Первого Президентства). Однако Сэмюэл внезапно умер 30 июля 1844, через несколько дней после того, как Джозеф и Хайрум были убиты. Последний из оставшихся в живых братьев Смита Уильям первоначально требовал только права наследовать за своими братьями должности Председательствующего Патриарха. Намного позже, после разрыва с несколькими фракциями святых последних дней, он безуспешно требовал должности президента церкви. Уильям утверждал, что его брат Сэмюэл был отравлен по воле Бригама Янга Осией Стаутом, который прислуживал Сэмюэлю и предположительно накормил его «белым порошком». Янг, однако, отрицал любую причастность к этому, и нет никакого твёрдого свидетельства, что Сэмюэл был жертвой умышленного убийства.
Джозеф Смит-младший также, по-видимому, указывал, что один из его сыновей должен наследовать ему. Несколько церковных лидеров позже утверждали, что 27 августа 1834 и 22 апреля 1839 Джозеф Смит указал, что его старший сын Джозеф Смит III будет его преемником. Во время смерти Смита, однако, Джозефу Смиту III было одиннадцать лет — он был слишком молод, чтобы возглавить церковь. Точно так же в апреле 1844 Джозеф Смит, по сообщениям современников, пророчил, что его будущий ребёнок будет сыном по имени «Давид» и в конечном счете станет «президентом и царём Израиля». В 1980-х Марк Хофманн подделал копию Патриархального Благословения, данного Джозефу Смиту III, в котором молодой Джозеф был назван преемником Смита. Хотя этот документ был подделкой, он был основан на рассказах о том, что такое благословение существовало в действительности. Некоторые члены Церкви Иисуса Христа Святых последних дней считают, что если бы жена Джозефа Эмма последовала за Бригамом Янгом и другими святыми в Юту, Джозеф III, возможно, выполнил бы предполагаемое пророчество своего отца и возглавил бы церковь.
Оливер Каудери и Дэвид Уитмер, если бы они не были перед этим отлучены от церкви, возможно, тоже могли бы требовать признать их преемниками Смита. Оливер Каудери был «Вторым Старейшиной» церкви после Джозефа Смита, и вплоть до отлучения вместе с Джозефом держал «ключи управления» церковью. Кроме того, он вместе со Смитом принимал участие во всех важных событиях ранней церкви. Как позже Хайрума, Джозеф Смит назначил Каудери Помощником президента и дал ему власть «помогать президенту в осуществлении контроля над Церковью и исполнять обязанности президента в отсутствии президента» (Рукописная История Церкви, Книга А-1, стр. 11, Церковные Архивы). Однако, Каудери был отлучён от церкви 12 апреля 1838.
Уитмер служил президентом Высшего Совета в Сионе (графство Джексон, Миссури), и Джозеф благословил его 7 июля 1834, «быть руководителем или пророком в этой Церкви при условии, что он (Джозеф Смит-младший) больше не служит Богу». После учреждения Высшего Совета в графстве Джексон Смит заявил, что, создав Высший Совет, он тем самым завершил великую работу, которую Бог повелел сделать ему, поскольку с помощью Высшего Совета будет открыта Божья воля. Уитмер, однако, был отлучён 13 апреля 1838.

## Список претендентов
| Преемник                                                      | Церковная должность | Годы              | Последующая должность и конфессия                                                                            | Количество членов конфессии |  |
| ------------------------------------------------------------- | --- | ----------------- | --- | --------------------------- |  |
| Сэмюэл Смит                                                   | (брат Джозефа Смита) Первосвященник (должен был наследовать по прямой линии) |                   | Скончался в 1844 от загадочных симптомов, напоминавших пневмонию                                             |                             |  |
| Сидней Ригдон                                                 | Советник в Первом президентстве | 1844—1876         | Куратор организации, ныне известной как Церковь Иисуса Христа (бикертониты)                                  | 15 тыс.                     |  |
| Бригам Янг                                                    | Президент Кворума двенадцати апостолов | 1844-1877         | Президент Церкви Иисуса Христа святых последних дней                                                         | 12 560 869                  |  |
| Джеймс Стрэнг                                                 | Старейшина (имелось письмо Джозефа Смита о назначении его преемником) | 1844—1856         | Президент Церкви Иисуса Христа святых последнего дня (странгиты)                                             | менее 1 тыс.                |  |
| Уильям Смит                                                   | Апостол и потенциальный прямой наследник | 1844 и 1850-е     | Церковь Христа (вильямиты)                                                                                   | скончался                   |  |
| Грэнвил Хедрик                                                | Сведений о должности не сохранилось, вероятно, старейшина | конец 1850-х-1881 | Церковь Христа (Храмовый участок)                                                                            | 12 тыс.                     |  |
| Джозеф Смит III (1860) Джейсон Бригс Зенас Гарли Уильям Маркс | сын Джозефа Смита и прямой наследник после смерти Уильяма Смита в 1894. Получил патриархальное благословение, в котором был назван преемником отца Бригс был старейшиной Гарли был членом Кворума семидесяти Маркс был первосвященником | 1860—1914         | Президент Реорганизованной церкви Иисуса Христа святых последнего дня (Ныне известна как Содружество Христа) | 250 тыс.                    |  |
| Дэвид Уитмер                                                  | При жизни Смита назначался преемником на случай смерти пророка, но потом отошёл от активной церковной деятельности |                   | Дважды основывал секту уитмеритов                                                                            |                             |  |